# Zielęcice (województwo opolskie)
Zielęcice – wieś w Polsce, położona w województwie opolskim, w powiecie brzeskim, w gminie Skarbimierz.
Przez miejscowość przebiega droga krajowa nr 94.
W latach 1975–1998 miejscowość należała administracyjnie do województwa opolskiego.

## Historia
Powstała prawdopodobnie podczas średniowiecznej kolonizacji, założona przez osadników niemieckich. Pierwotne nazwy nie mają odpowiedników polskich: 1300 – łac. Grunov villa; 1321 – niem. Gruningen.
W 1945 niemieccy policjanci zamordowali we wsi dwunastu francuskich jeńców wojennych podejrzanych o sabotaż.

## Zabytki

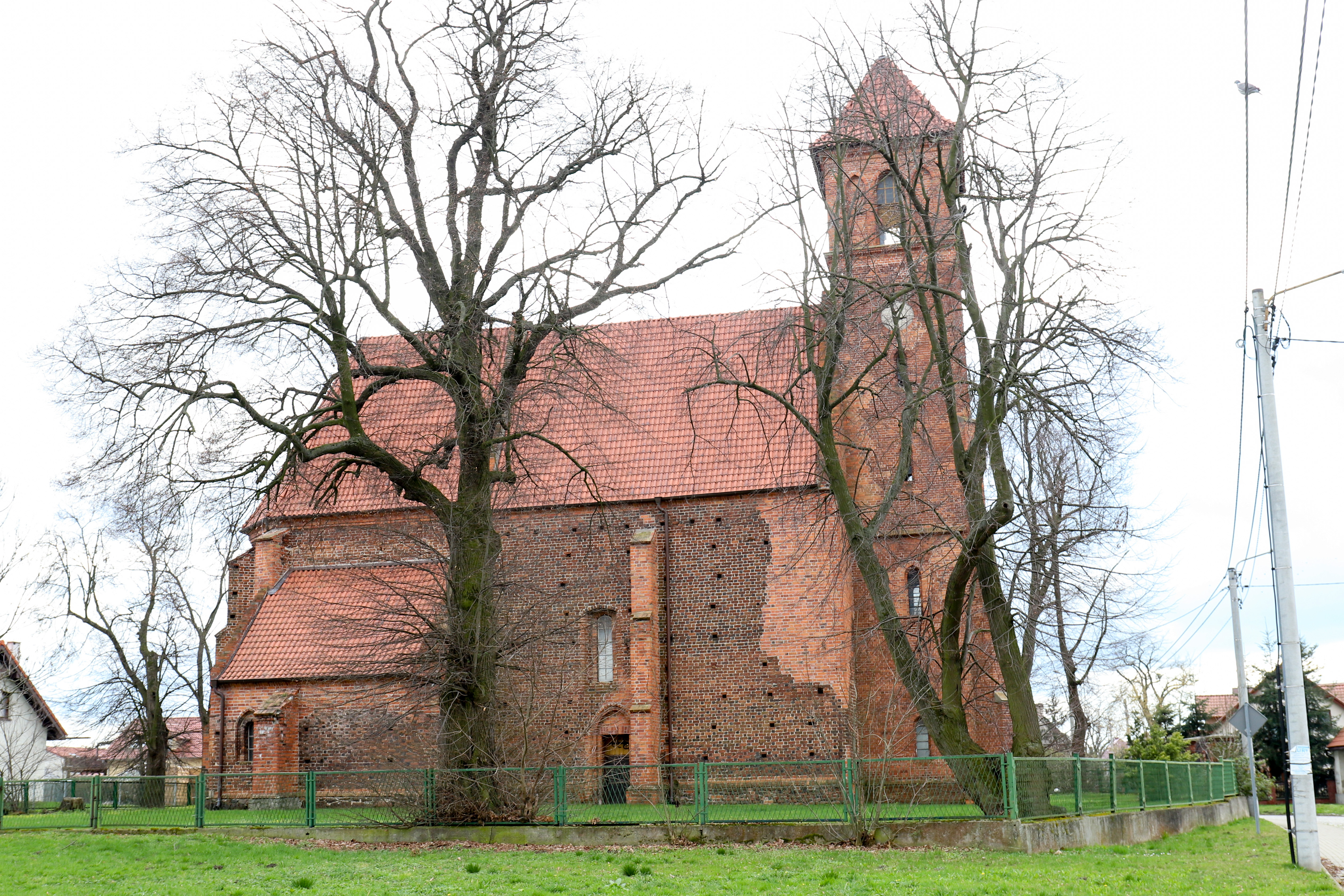
Kościół Chrystusa Króla

Do wojewódzkiego rejestru zabytków wpisana jest ruina kościoła ewangelickiego, z XV w., drugiej poł. XIX w.